# Chemin des Roses

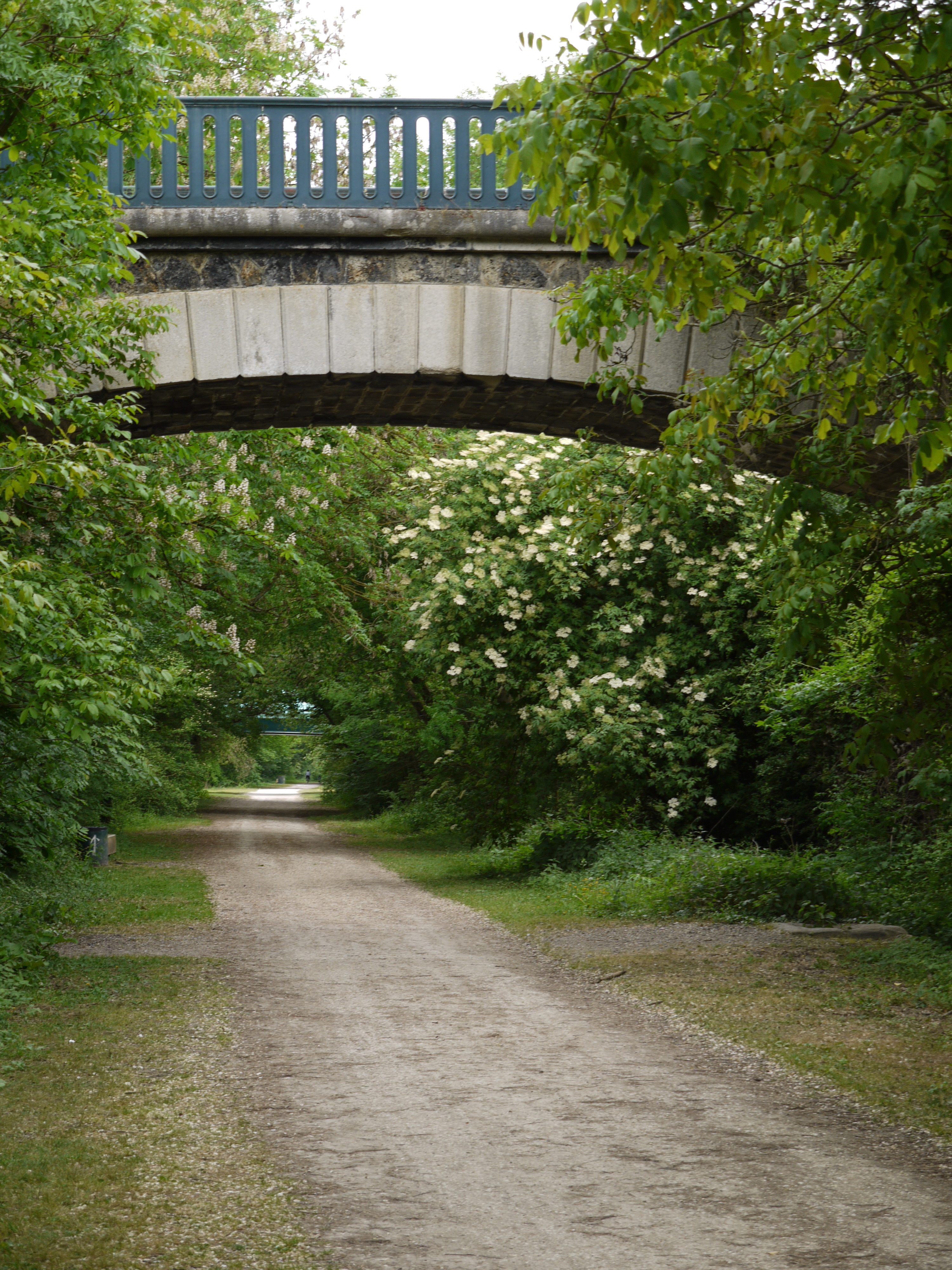
Le chemin des Roses entre Brie-Comte-Robert et Grisy-Suisnes.

Le chemin des Roses, initialement appelé chemin Vert, est une voie verte,  réservée aux vélos et aux piétons, dans le centre-ouest du département de la Seine-et-Marne. Elle a été aménagée sur une portion de l'ancienne ligne ferroviaire de Vincennes qui reliait la gare de Paris-Bastille dans Paris à Verneuil-l'Étang. 
Le chemin long de 18 km est classé espace naturel sensible par la Seine-et-Marne, traverse les communes de Servon, Brie-Comte-Robert, Grisy-Suisnes, Coubert, Soignolles-en-Brie, Solers et Yèbles.

## Historique
La ligne de Paris-Bastille à Marles-en-Brie dont le premier tronçon est inauguré en 1859 est prolongée  en 1892 jusqu'à Verneuil-l'Étang, à 54,1 km au sud-est de Paris. 
Il s'agit à l'époque essentiellement de disposer d'une alternative, en cas de conflit militaire, à l'axe ferroviaire entre Paris et Troyes partant de la gare de Paris-Est et qui passe par Verneuil-l'Étang. À la fin du XIXe siècle, la ligne est utilisée pour acheminer vers la capitale les roses cultivées aux alentours de Grisy-Suisnes. 
Le tronçon le plus éloigné de Paris, dont le trafic est très faible, est fermé au trafic voyageurs dès 1939 puis au transport du fret en 1969, hormis une section entre Coubert - Soignolles et Verneuil-l'Étang qui est desservie jusqu'en 1990. La portion de la ligne située en proche banlieue jusqu'à Boissy-Saint-Léger est intégrée à la ligne A du RER en 1969.
Entre Servon et Yèbles, une piste cyclable qui reçoit l'appellation poétique de « Chemin des Roses » pour rappeler la nature du fret qui a, un temps, circulé sur cette ancienne voie ferroviaire, est inaugurée en septembre 2010. Le chemin commence, à l'ouest, à la limite entre les départements du Val-de-Marne et de Seine-et-Marne, près de l'ancienne gare de Santeny - Servon, démolie en 2009.

Schéma du Chemin des Roses.

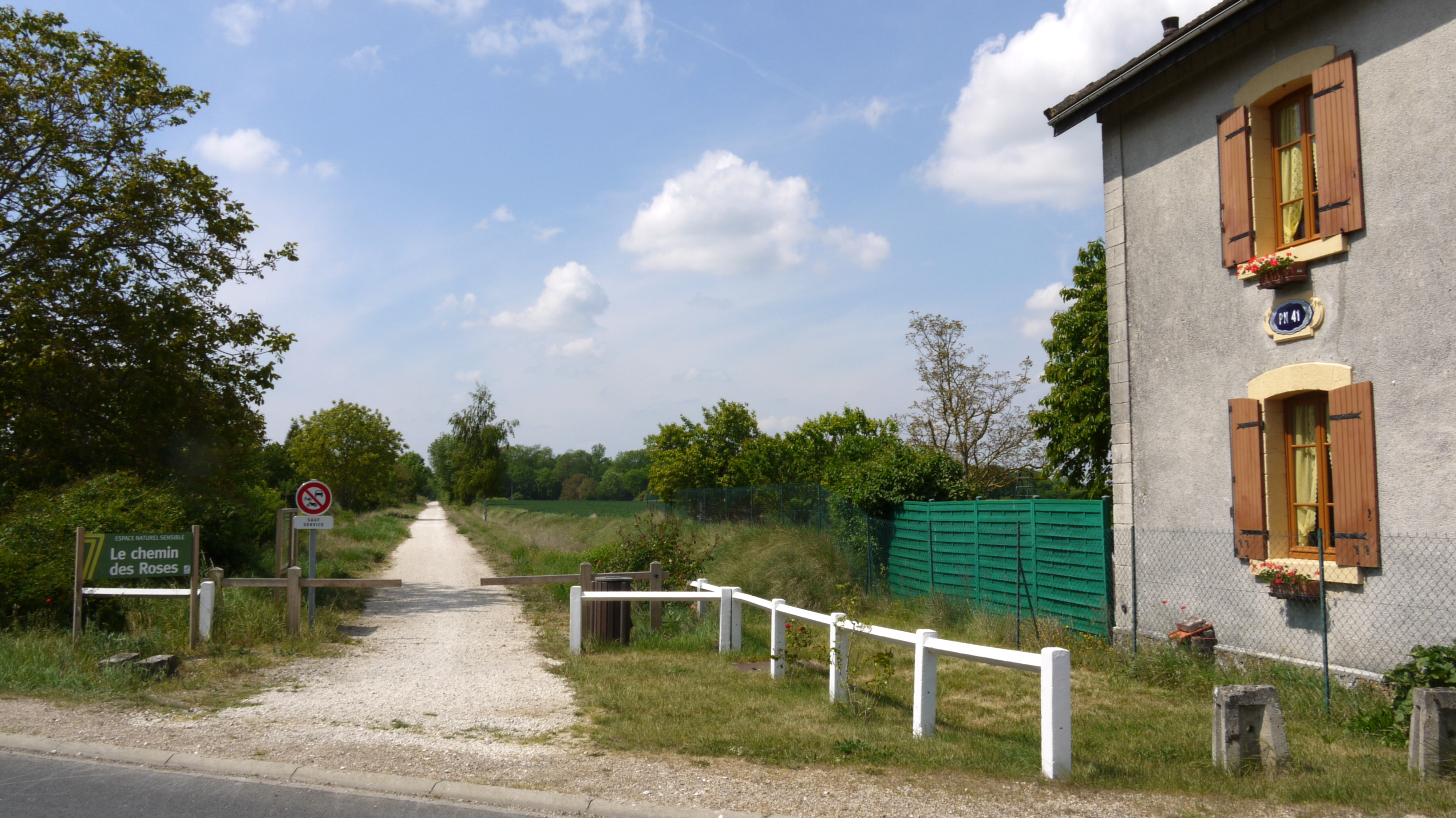
Fin du Chemin des Roses à Yèbles.

## Aménagements et tracé
La piste est réalisée en revêtement stabilisé d’une largeur d’environ 2 mètres. Grâce à son origine ferroviaire, elle est pratiquement toujours à niveau, parfois en tranchée, parfois sur un talus qui atteint une hauteur spectaculaire à mi-parcours. La LGV Interconnexion Est interrompt l'ancien tracé ferroviaire et impose un détour comportant un fort dénivelé. La voie comporte un ouvrage d'art important, le pont sur l'Yerres près de Soignolles-en-Brie.

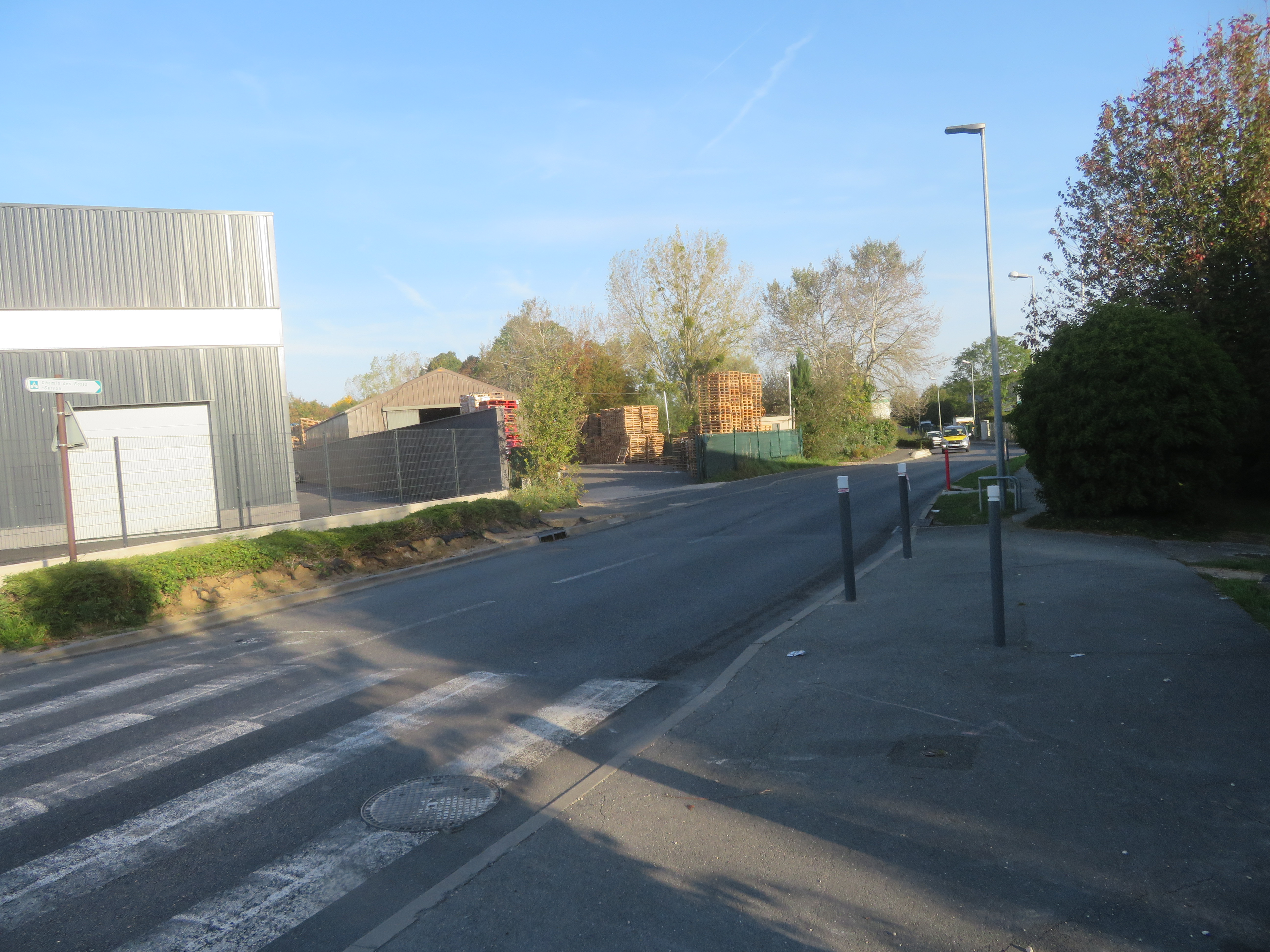
Tronçon sur route à Brie-Comte-Robert.

Le chemin des Roses est interrompu par une coupure environ 200 mètres au nord-ouest de Brie-Comte-Robert qui contraint les cyclistes à emprunter la chaussée ou un cheminement très étroit sur trottoir. Sur le tronçon arrivant à l'ancienne gare de Brie-Comte-Robert, la surface de roulement du chemin des roses est rugueuse et sa largeur inférieure à un mètre.
Le chemin des Roses est relié depuis l'été 2023 à Servon à la voie verte Végétale.

## Accident ferroviaire de 1918

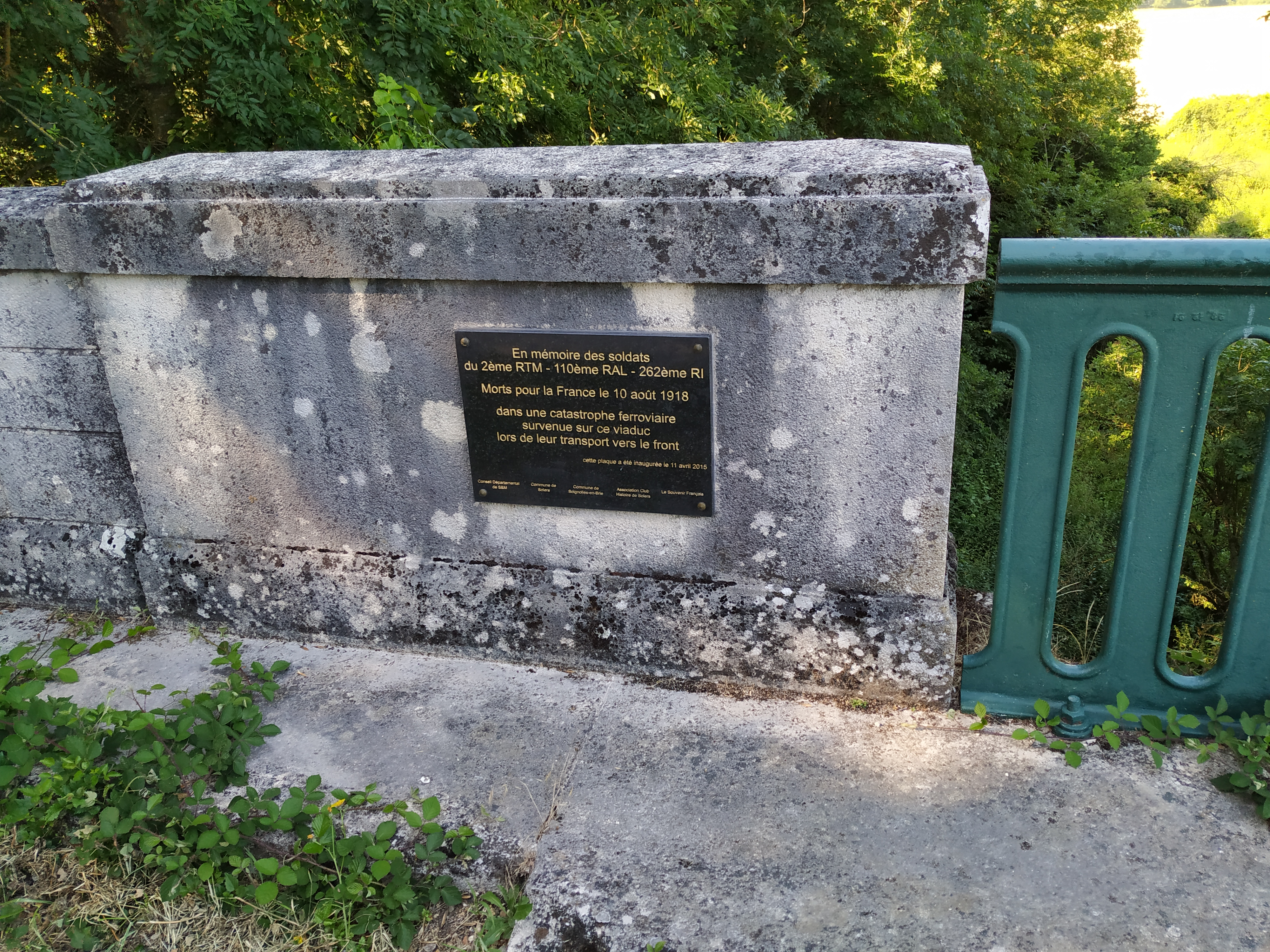
Plaque commémorative de l'accident ferroviaire

Le viaduc de Solers qui franchit l'Yerres et sur lequel passe le chemin des Roses a été lieu d'un accident ferroviaire le 10 août 1918 impliquant 3 trains de transport de troupes qui provoqua la mort de 24 soldats et d'une centaine de chevaux. Un train en panne arrêté sur le viaduc fut heurté par le train suivant et plusieurs voitures furent alors projetées sur l'autre voie ferrée. Un troisième train se dirigeant vers Paris percuta ces voitures et franchît le parapet pour tomber dans la rivière en contrebas. Une plaque rappelant cet accident a été inaugurée en avril 2015 sur le viaduc.

## Projet
Le chemin des Roses sera en connexion avec la Tégéval, anciennement désignée sous le nom de « Coulée verte de l'interconnexion des TGV », après les travaux prévus en 2021. Ainsi, un parcours de voie verte de 38 km sera créé entre la base de loisirs de Créteil et Yèbles.

## Galerie de photographies

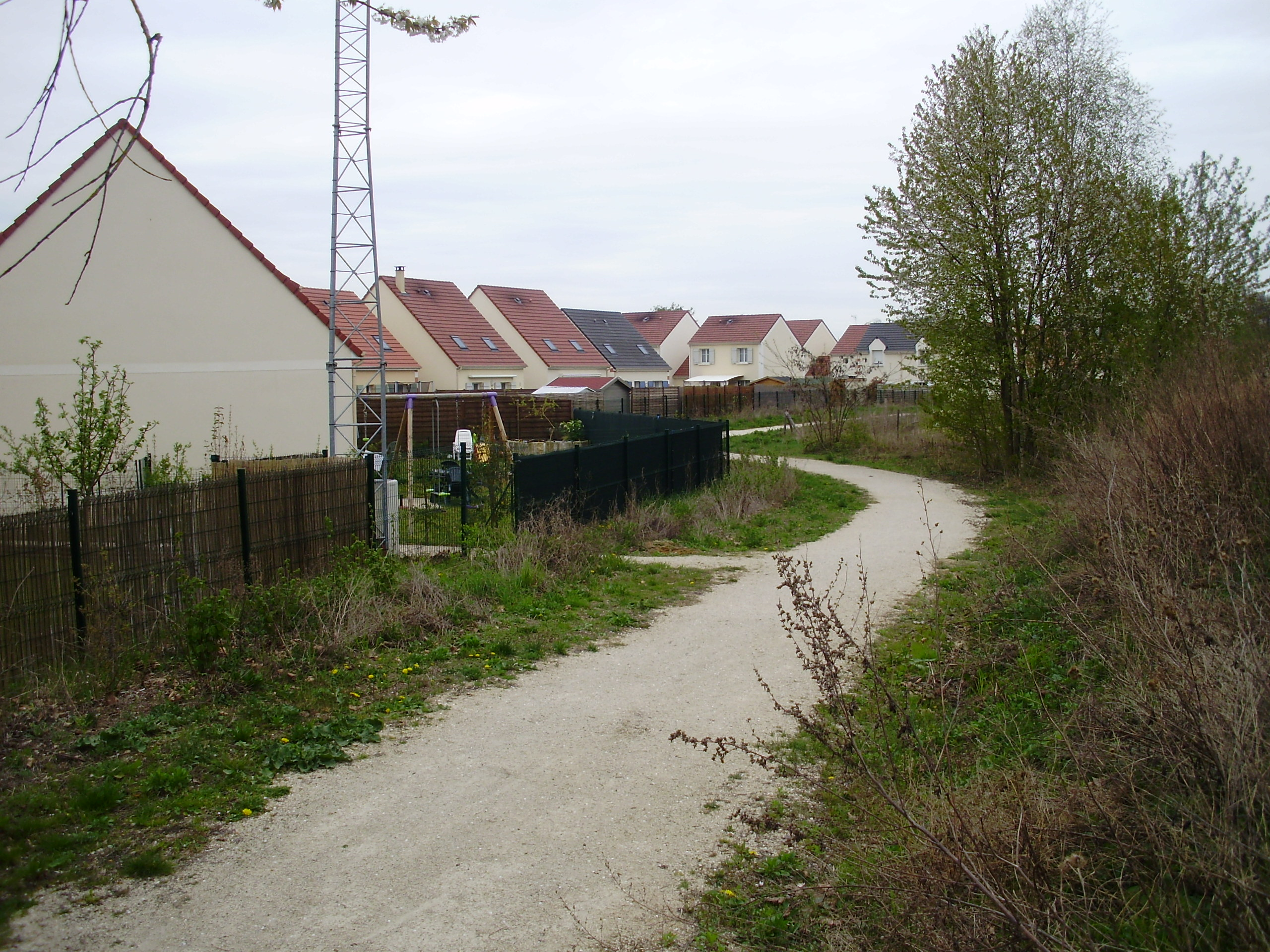
Extrémité occidentale du Chemin des Roses à la limite entre le département du Val-de-Marne et celui de Seine-et-Marne.
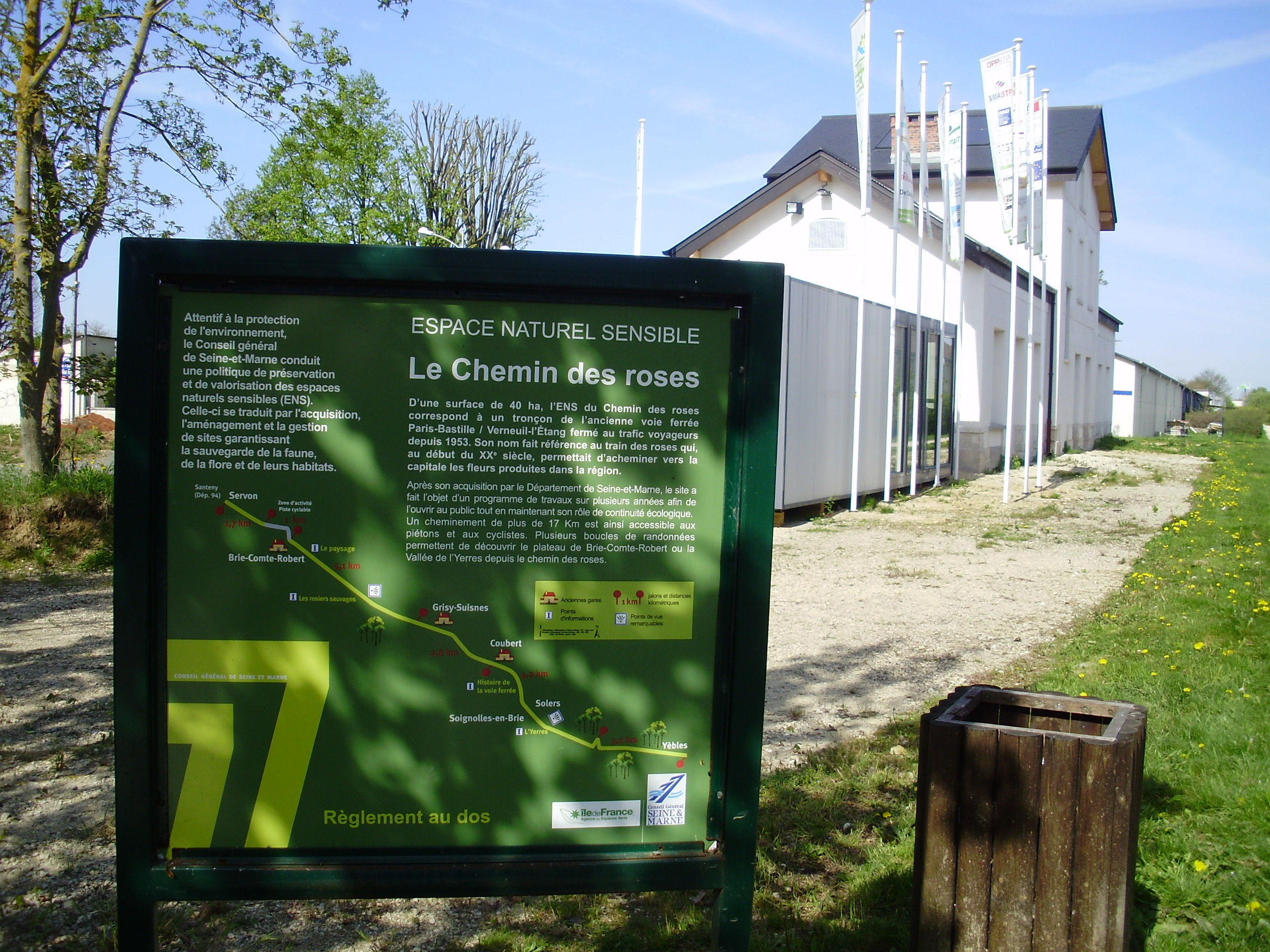
Panneau d'information à côté de l'ancienne gare de Brie-Comte-Robert.
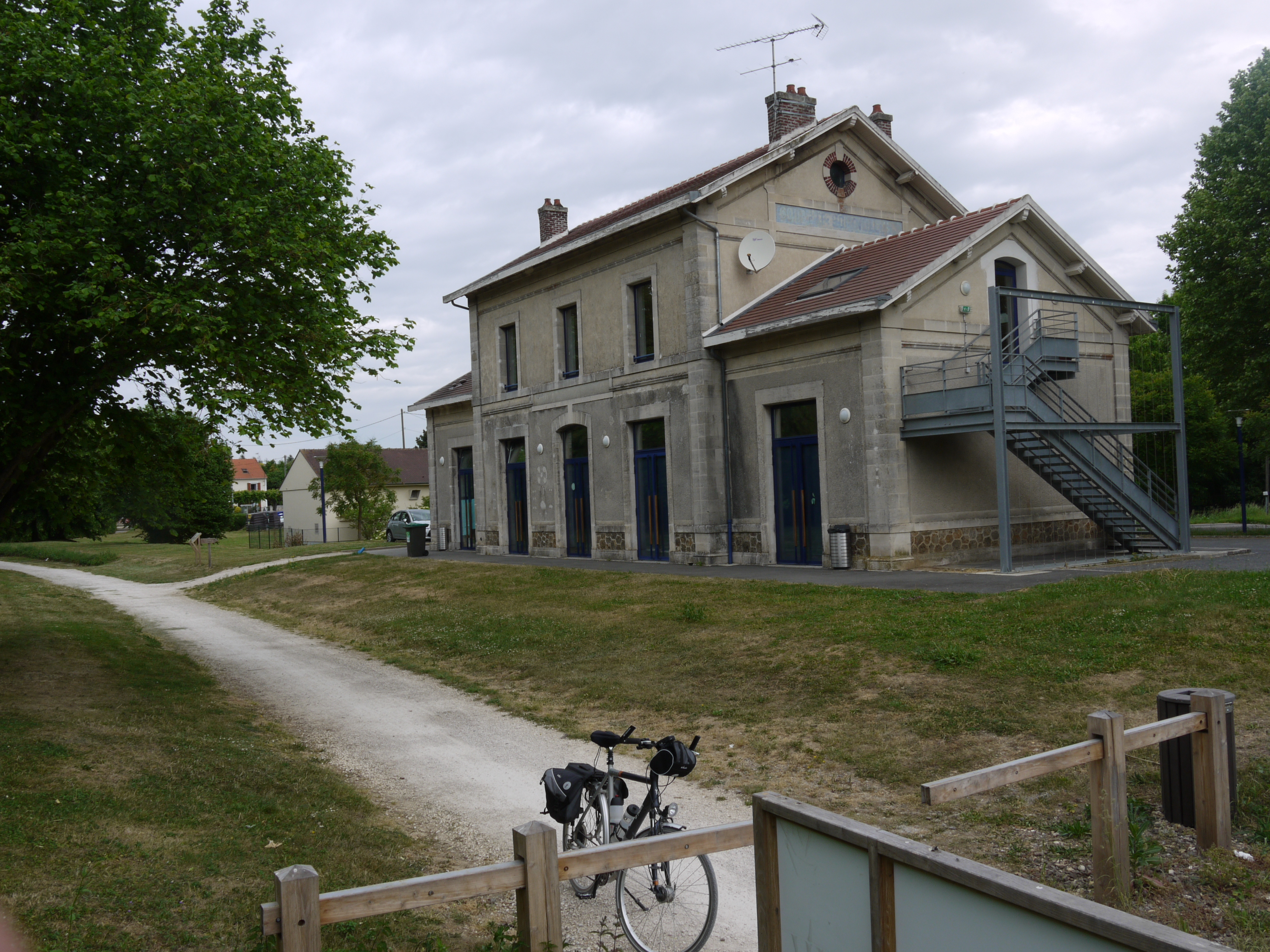
Ancienne gare de Coubert-Soignolles.
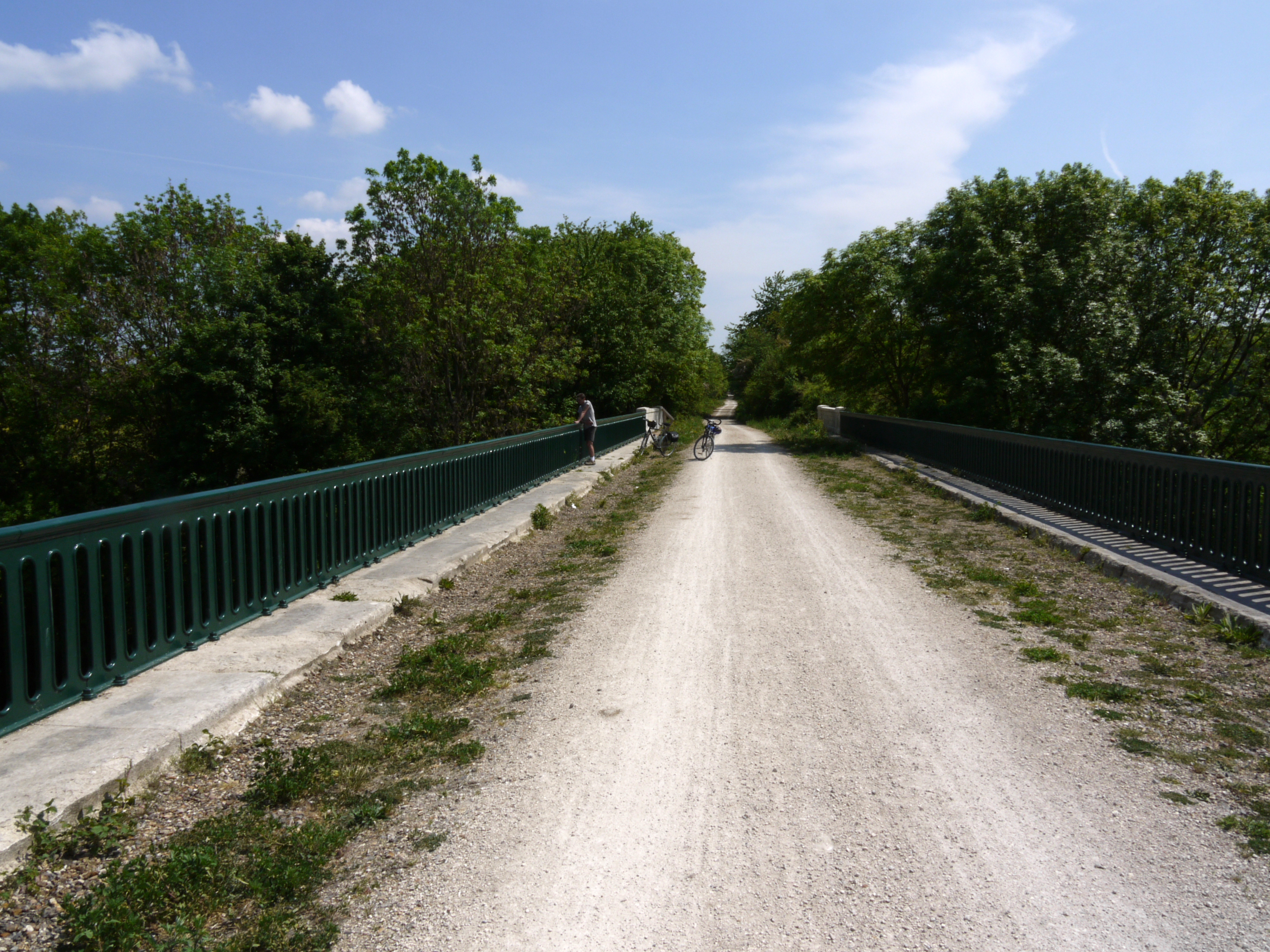
Le pont sur l'Yerres.